# 叠鞘兰
叠鞘兰（学名：Chamaegastrodia shikokiana），为兰科叠鞘兰属下的一个种。

## 扩展阅读
維基物種上的相關：叠鞘兰